# Liquefazione delle sabbie

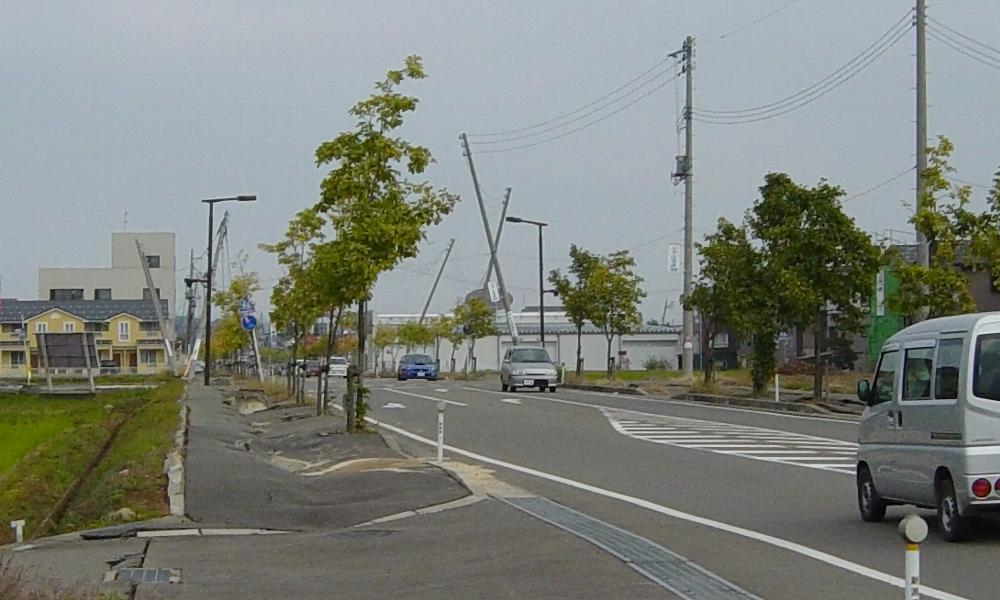
Effetti della liquefazione delle sabbie dopo un terremoto.

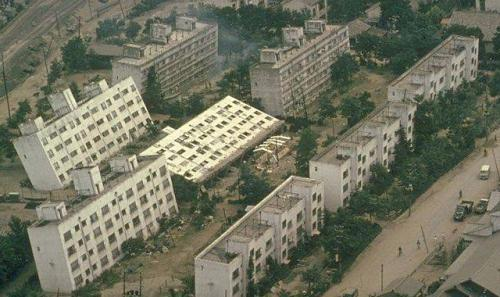
Effetti della liquefazione delle sabbie (terremoto di Niigata, 1964)

La liquefazione delle sabbie, nella geologia, indica il comportamento dei terreni sabbiosi che, a causa di un aumento della pressione interstiziale, passano improvvisamente da uno stato solido a uno fluido, o con la consistenza di un liquido pesante e acido.

## Descrizione
La liquefazione avviene più frequentemente in depositi sabbiosi e/o sabbioso limosi sciolti, a granulometria sostanzialmente uniforme e saturi. Durante la fase di carico, le sollecitazioni indotte nel terreno, quali possono essere quelle derivanti da un evento sismico, possono causare un aumento delle pressioni interstiziali fino a eguagliare la tensione totale dovuta al peso degli strati di terreno sovrastanti. Viene così annullata la resistenza al taglio del terreno secondo il principio degli sforzi efficaci di Terzaghi, e si assiste così a un fenomeno di fluidificazione del suolo.
In pratica, si può osservare che gli edifici costruiti al di sopra di un terreno soggetto a tale fenomeno subiscono affondamenti e/o ribaltamenti, in quanto il terreno non è più in grado di opporre resistenza e bilanciare la spinta/peso proveniente dall'alto.
I depositi più soggetti a liquefazione sono sabbie e limi la cui deposizione è avvenuta nell'Olocene (si tratta cioè di terreni generalmente non più antichi di 10 000 anni) a granulometria uniforme (poco classati) che si trovano in strati con spessori nell'ordine dei metri e in condizioni sature. Questi depositi possono trovarsi lungo letti fluviali, spiagge, dune e altre aree di accumulo di sabbie e silt di trasporto eolico (Löss). Fenomeni di liquefazione sono le sabbie mobili, quick clay, correnti di torbida e liquefazioni da terremoti.